# Rio dos Papagaios
Rio dos Papagaios är ett vattendrag i Brasilien.   Det ligger i delstaten Paraná, i den södra delen av landet, 1 100 km söder om huvudstaden Brasília.
Omgivningarna runt Rio dos Papagaios är en mosaik av jordbruksmark och naturlig växtlighet. Runt Rio dos Papagaios är det ganska glesbefolkat, med 30 invånare per kvadratkilometer.